# Santa Maria de Rubinat
Santa Maria de Rubinat és l'església parroquial de Rubinat, al municipi de Ribera d'Ondara (Segarra), inclosa a l'Inventari del Patrimoni Arquitectònic de Catalunya.

## Descripció
Es tracta d'una església de planta basilical amb tres naus cobertes amb volta de canó i teulada a doble vessant. Les naus es capçaven per tres absis semicirculars, dels quals l'únic que s'ha conservat és el del nord, que té la seva estructura original, on és present un fris continu d'articulacions sota ràfec de pedra, amb els timpanells monolítics, sobre una finestra de doble esqueixada situada a un nivell inferior. L'absis central va es va veure substituït per un cos rectangular que allotjava el cambril i la sagristia.

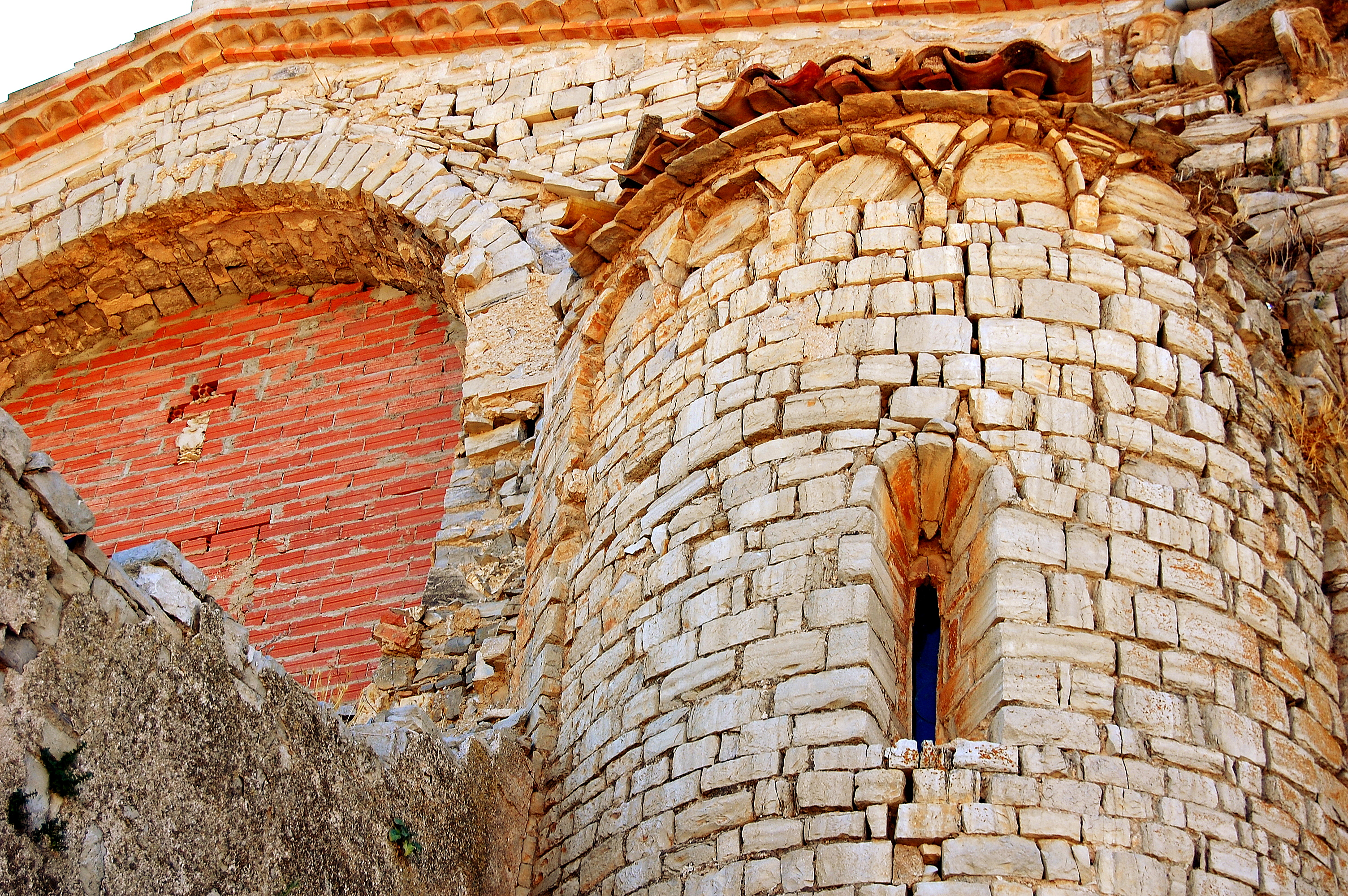
Absis original

Al costat nord de la nau, a l'angle nord-est, hi ha un campanar de planta quadrada, amb quatre ulls d'arc de mig punt i coberta a quatre vessants, que s'incorpora posteriorment, en el segle xvii o XVIII, sobre la planta baixa del primitiu campanar d'època altmedieval. A la seva part baixa encara conserva lesenes angulars que devien ser acompanyades per una decoració de motius llombards semblants a les de l'absis nord. A la façana nord hi ha dues portes d'accés a l'edifici amb arc de mig punt. L'edifici presenta una obra feta amb carreus o carreuó ben treballat, disposat ordenadament i restes d'un arrebossat enguixat.

## Història
La parròquia de Santa Maria de Rubinat ja apareix relacionada amb el bisbat de Vic a partir de la meitat del segle xi, amb el nom de "Rabinat". Aquesta va ser vinculada amb el priorat de Sant Pere dels Arquells. A partir de 1957, l'església passà a mans del bisbat de Solsona.
Malgrat que aquest edifici ha patit notables remodelacions que han suposat la mutilació d'elements constructius i decoratius del primitiu edifici, és un bon exemple de l'arquitectura del segle xi a la Segarra, amb gairebé l'únic vestigi, juntament amb Biosca, del campanar de torre d'estil llombard a la comarca de la Segarra.